# Naučná stezka Procházka historií vzniku a budování sanatoria v Jablunkově
Naučná stezka Procházka historií vzniku a budování sanatoria v Jablunkově je okružní naučná stezka v areálu plicního sanatoria v Jablunkově v Jablunkovském arboretu v Jablunkově v okrese Frýdek-Místek. Geograficky se také nachází na levém břehu řeky Lomná (nedaleku soutoku s potokem Ošetnice) v Jablunkovské brázdě v Moravskoslezském kraji a v Horním Slezsku.

## Historie a popis
Naučná stezka Procházka historií vzniku a budování sanatoria v Jablunkově začíná a končí u vjezdu do areálu sanatoria (u vrátnice). Tato krátká okružní stezka není značena a má délku asi 1 km a 7 zastavení s informačními panely. Byla postavena v roce 2014 a zaměřuje se primárně na místní historii sanatoria, kulturu, přírodu, stavebnictví, sochy, osobnosti a lékařství.

### Informační panely na stezce
1. Mlýn
2. Alpinum
3. Johanisův pavilon
4. Nové sanatorium
5. Koncepce ústavu
6. Významné osobnosti
7. Sochařská výzdoba

## Další informace
Stezka je v době otevření sanatoria celoročně volně přístupná.

## Galerie

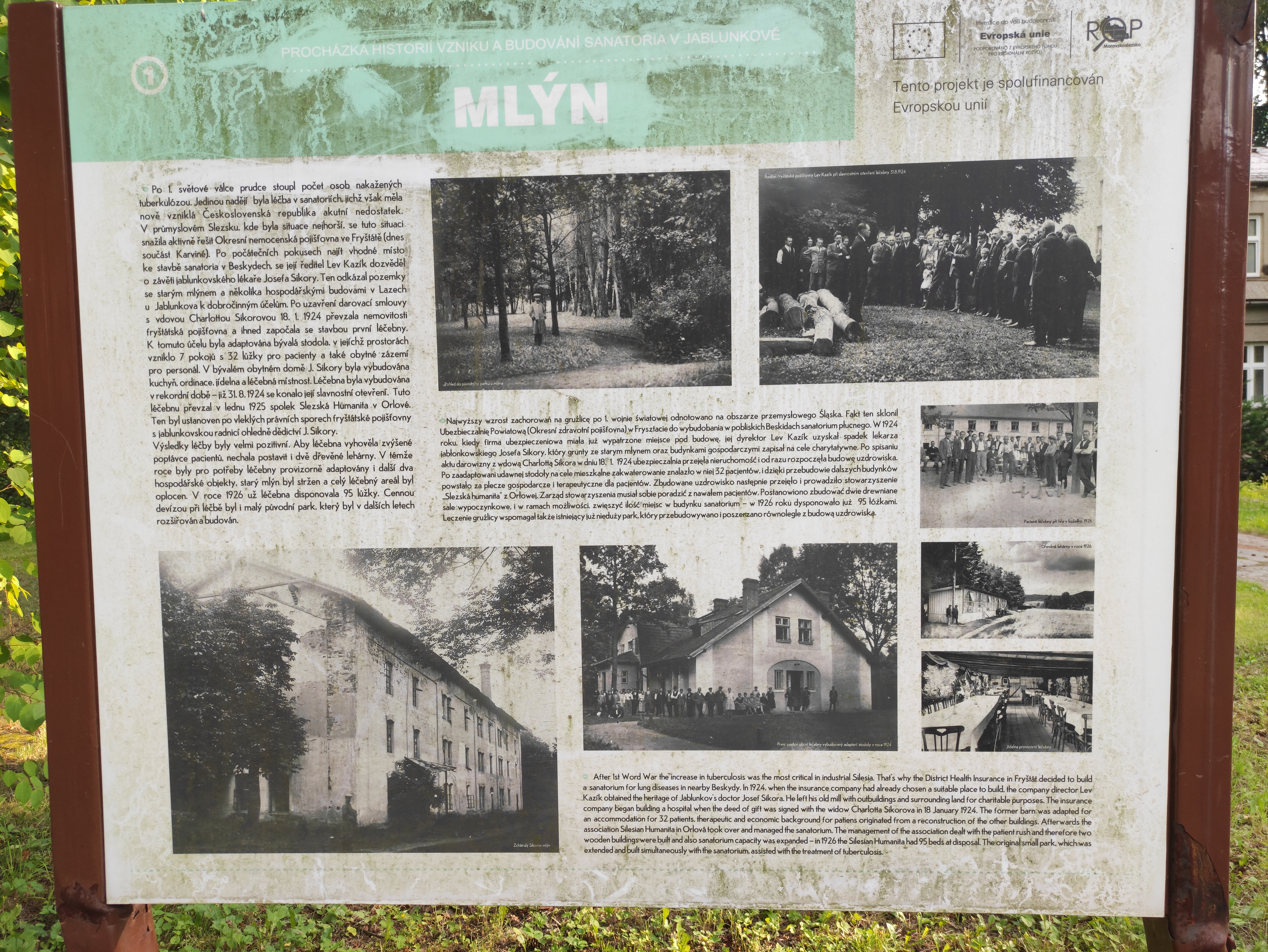
Informační panel 1
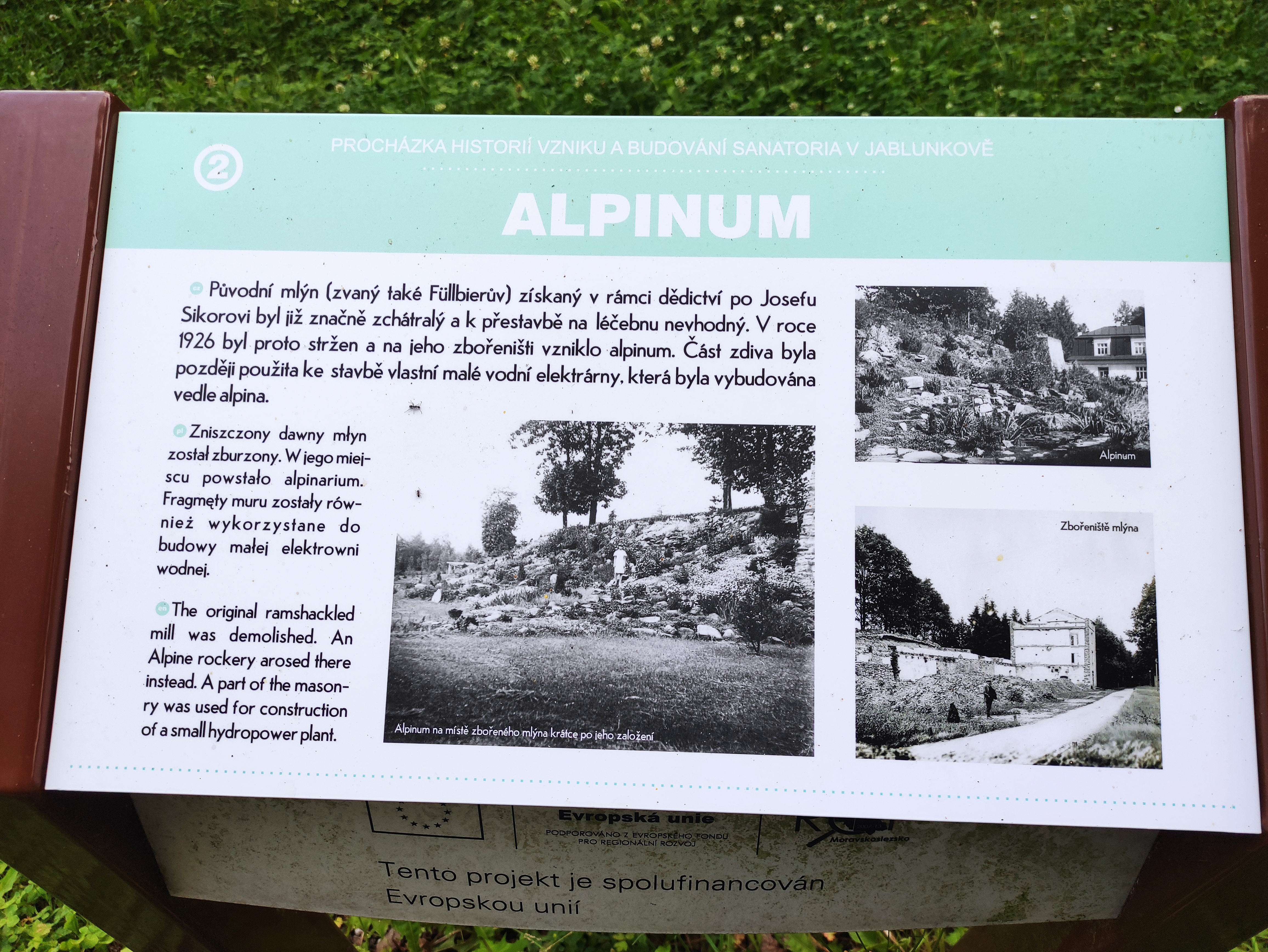
Informační panel 2
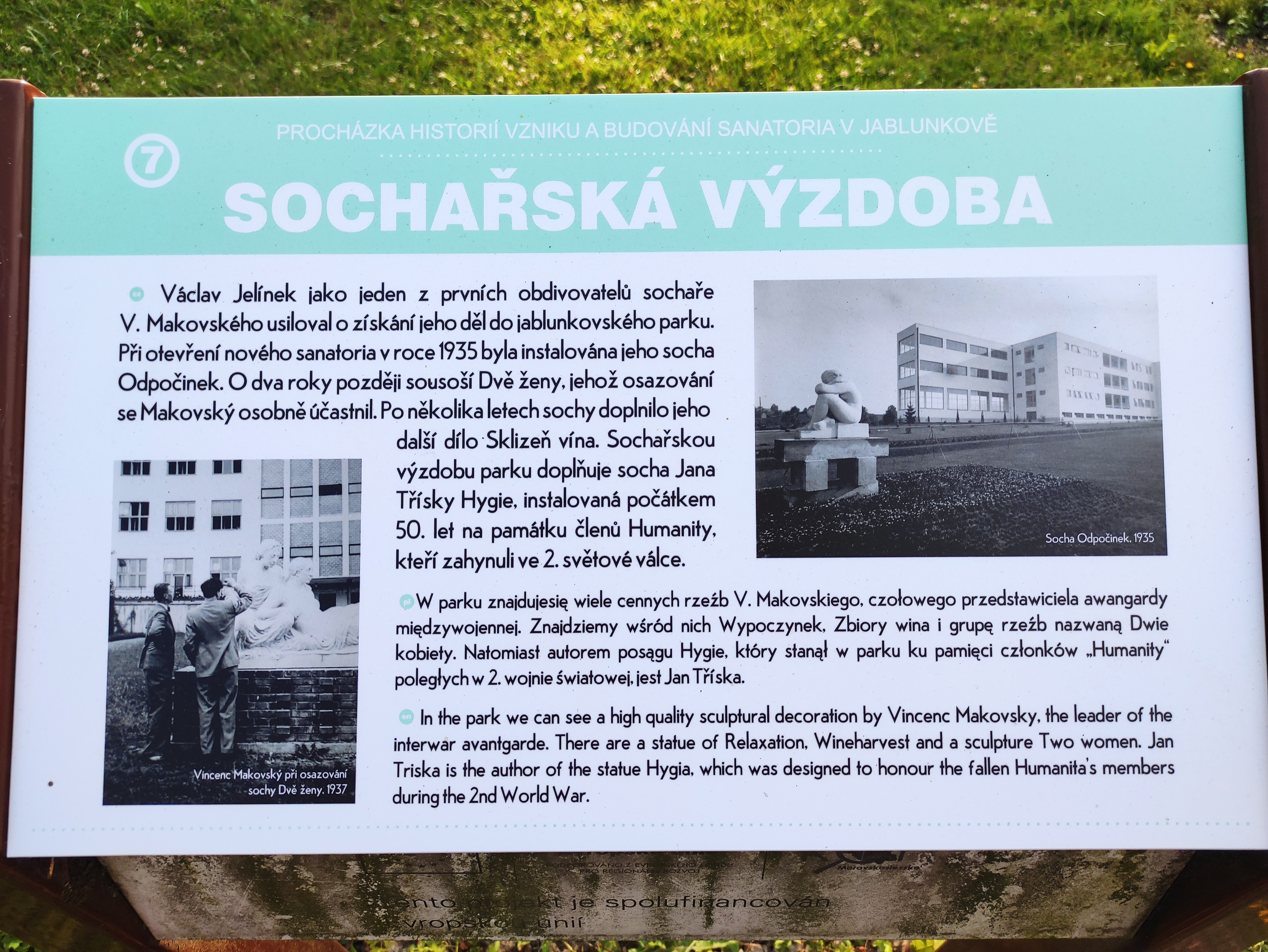
Informační panel 7